# Il quaderno di Sara
Il quaderno di Sara (El cuaderno de Sara) è un film del 2018 diretto da Norberto López Amado.

## Trama
Da due anni Laura è alla ricerca di sua sorella Sara, scomparsa in mezzo alla giungla congolese. Né l'ONG per cui lavora né l'ambasciata hanno notizie di dove si trovi, fino a quando non appare una foto di Sara in una città mineraria nell'est del paese africano. Laura decide di recarsi a Kampala (Uganda) per iniziare un pericoloso viaggio nel cuore dell'Africa, un territorio dominato dai signori della guerra. Un'avventura che la porterà nel retrobottega più sporco, violento e nascosto delle potenze occidentali.

## Distribuzione
Dopo una proiezione il 31 gennaio 2018 al Cine Capitol di Madrid, il film è uscito nelle sale cinematografiche spagnole il 2 febbraio 2018, distribuito da Buena Vista International.